# 僕の彼女が不在中に、彼女の親友のAV女優と好き放題ハメまくった3日間 架乃ゆら
『僕の彼女が不在中に、彼女の親友のAV女優と好き放題ハメまくった3日間 架乃ゆら』（ぼくのかのじょがふざいちゅうに、かのじょのしんゆうのエーブイじょゆうとすきほうだいハメまくったみっかかん かのゆら）は2019年公開の朝霧浄監督によるアダルトビデオ作品。
アダルトビデオドラマとしては異例のヒットをし、設定ベースを生かし別監督によるシリーズ作が製作されたほか、2021年には『僕の彼女が不在中に、彼女の親友のAV女優とハメまくった日々の断片』のタイトルで漫画化された

## 概要
2019年11月19日にエスワンから発売。2021年6月7日にはタイトルと設定ベースを生かしたシリーズ作『僕の彼女が不在中に、彼女の親友のAV女優と好き放題ハメまくった3日間 羽咲みはる』（監督はK.C.武田。朝霧は脚本を担当）がエスワンから発売。
2021年2月より漫画版を電子漫画雑誌「アランガ・ランガ」で連載開始。作画担当はありのひろし。AV業界の慣習としてAV監督の著作権や印税という考えはないため（メーカー側に帰属）、朝霧は今まで考えたストーリーを何か他のかたちでも使いたいと思っていたところに漫画原作という形で声がかかり採用された。軽い気持ちでやってみようと思ったところ、連載用8話単位に直すとAV用の脚本だけではエピソードが足りず、加えて各話で盛り上がりや引きを作ること考えると誰かに任せることもできず、漫画原作用には改めてト書き形式で脚本を書き直している。結果、AVの脚本を書く以上にヒイヒイいうようなこととなったという。
漫画版ではAV女優ゆらと大学生・ハジメの物語という基礎部分は変わらないものの、登場人物のフルネームや掘り下げなどは変更されている。
2022年8月29日にジーウォークから単行本が発売。原作で主演を務めた架乃ゆらが表紙帯で推薦コメントを出している。

## あらすじ
彼女のリオと半同棲している大学生のハジメ。ある日、ひょんなことからリオの親友・ゆりの職業がAV女優であると知ってしまう。その日はリオ宅にハジメ、ゆりが集い食事会を行い、夜も遅くなったため、ゆりもリオ宅に泊ることとなった。ハジメはこっそり「AV女優・ゆら」のAVを見たことで高揚感で寝られなくなる。
ある日、リオが帰省のため家を空けることになる。ハジメは見てしまった、元カレの車に乗り込む姿を。ゆりに相談をするハジメだったが、自宅へ誘い問い詰められる。「どっちとしたい? ゆりとゆら」。問いかけられたハジメは逡巡したあとにゆらと答える。リオのことを気にしつつも、その後、幾度となく交わるハジメとゆら。あの時答えた回答が、間違いだとも気づかずに。

## 登場人物
架乃ゆら（漫画版：叶ゆら）
演 ‐ 架乃ゆら
本名は狩野ゆり（AV版。漫画版では菅野ゆり）。普段は地味な生活を送る売れっ子AV女優。
ハジメ
演 ‐ 堀内ハジメ
大学生。リオとは恋人。
リオ
演 ‐ 雪乃凛央
ハジメと同棲する彼女。ゆりとは友人。

## スタッフ
- 監督・脚本：朝霧浄

## 漫画版

### 書誌情報
- 原作：朝霧浄、作画：ありのひろし
- 単行本発売：2022年8月29日、ジーウォーク
- ISBN：978-4-86717-453-1

## 関連作品

### アダルトビデオ
- 私がAV女優になった理由（ワケ） 密かに好きだった親友の彼氏に好きなAV女優に似てると口説かれAVのようなアブノーマルプレイをヤリまくった3日間 二葉エマ（2023年4月11日、アイデアポケット）主演：二葉エマ、共演：堀内ハジメ、辻かのん　監督：朝霧浄　※劇中作として登場（二葉と架乃の顔が似ているのを作中に生かしている）。